# Lin Feng-mien
Lin Feng-mien (čínsky pchin-jinem Lín Fēngmián, znaky zjednodušené 林风眠, tradiční 林風眠, 22. listopadu 1900 okres Mej-sien — 12. srpna 1991 Hongkong) byl čínský malíř, spojující ve své tvorbě prvky čínské a evropské umělecké tradice.
V roce 1920 odešel studovat do Evropy, pobýval v Dijonu, Paříži a Berlíně, do Číny se vrátil roku 1925. později se v Pekingu stal rektorem Akademie výtvarných umění, kterou spoluzakládal. Značná část jeho díla byla zničena japonskou armádou během druhé čínsko-japonské války a pak Rudými gardami během kulturní revoluce, kdy byl čtyři roky vězněn. Roku 1977 se mu podařilo z komunistické Číny emigrovat a na zbytek života se usadil v Hongkongu.